# Zdeněk Růžička
Zdeněk Růžička   (Ivančice, 15 d'abril de 1925 - Brno, 18 d'abril de 2021) fou un gimnasta artístic txec que va competir sota bandera de Txecoslovàquia durant les dècades del 1940 i del 1950.
El 1948 va prendre part en els Jocs Olímpics d'Estiu de Londres, on disputà vuit proves del programa de gimnàstica. Guanyà la medalla de bronze en l'exercici de terra i d'anelles. En les altres proves destaca una sisena posició en el concurs complet per equips i la setena en el concurs complet individual. Quatre anys més tard, als Jocs de Hèlsinki, tornà a disputar vuit proves del programa de gimnàstica, on destaca la setena posició en el concurs complet per equips. La seva tercera i darrera participació en uns Jocs fou el 1956, a Melbourne, on destaca la quarta posició en el concurs complet per equips. En aquests Jocs fou l'abanderat txecoslovac en la cerimònia inaugural.
En el seu palmarès també destaquen tres campionats nacionals individuals (1948, 1954 i 1956). Un cop retirat exercí d'entrenador durant prop de tres dècades.